# Mistrovství České republiky ve skialpinismu
Mistrovství České republiky ve skialpinismu je nejvyšší českou soutěží ve skialpinismu.
Kromě něj organizuje Český horolezecký svaz také Český pohár ve skialpinismu, jehož byla tato MČR některé roky součástí, někdy také jako jedno z kol Středoevropského poháru ve skialpinismu.

## Přehled závodů
| Poř.  | Rok  | Datum      | Místo                     | Název                                                                      | Český pohár* | Středoevropský pohár* |
| ----- | ---- | ---------- | ------------------------- | -------------------------------------------------------------------------- | ------------ | --------------------- |
| I.    | 2005 | 5. února   | Beskydy, Javorový vrch    | 1. Mistrovství ČR ve skialpinismu                                          | 3. kolo /8   | 1. kolo               |
| II.   | 2006 |            | Krkonoše, Špindlerův Mlýn | Memoriál Jana Zapletala                                                    |              |                       |
| III.  | 2007 | 17. března | Krkonoše, Špindlerův Mlýn | SKI TRAB Mistrovství České republiky ve skialpinismu 2007                  |              | 2. kolo               |
| IV.   | 2008 | 22. března | Krkonoše, Špindlerův Mlýn | Ski Trab Mistrovství ČR ve skialpinismu; 17. Memoriál Jana Zapletala       | finále       | finále                |
| V.    | 2009 |            |                           |                                                                            |              |                       |
| VI.   | 2010 | 20. března | Krkonoše, Špindlerův Mlýn | 19. Memoriál Jana Zapletala                                                | 5.           |                       |
| VII.  | 2011 | 19. března | Krkonoše, Špindlerův Mlýn | 20. Memoriál Jana Zapletala                                                |              |                       |
| VIII. | 2012 | 17. března | Krkonoše, Špindlerův Mlýn | 21. Memoriál Jana Zapletala                                                |              |                       |
| IX.   | 2013 | 31. března | Krkonoše, Špindlerův Mlýn | Ski trab MČR ve skialpinismu; 22. Memoriál Jana Zapletala                  | finále       |                       |
| X.    | 2014 | zrušeno    | náhradní ?                |                                                                            |              |                       |
|       |      |            |                           |                                                                            |              |                       |
| XI.   | 2015 | 14. března | Krkonoše, Špindlerův Mlýn | SkiTrab MČR Špindlerův Mlýn; 24. Memoriál Jana Zapletala; AMČR             |              |                       |
| XII.  | 2016 | 12. března | Krkonoše, Špindlerův Mlýn | Ski Trab Mistrovství ČR ve skialpinismu; 25. Memoriál Jana Zapletala; AMČR | finále       |                       |
| XIII. | 2017 | 11. března | Krkonoše, Špindlerův Mlýn | Ski trab MČR ve skialpinismu; 26. Memoriál Jana Zapletala; AMČR            | ano          | ano                   |

- pokud bylo MČR zároveň jedním z kol ČP nebo SEP

## Muži
| Rok  | Zlato                                                                                     | Zlato                 | Stříbro                                                                                    | Stříbro               | Bronz                                        | Bronz      |
| Rok  | jméno a klub                                                                              | čas                   | jméno a klub                                                                               | čas                   | jméno a klub                                 | čas        |
| ---- | ----------------------------------------------------------------------------------------- | --------------------- | ------------------------------------------------------------------------------------------ | --------------------- | -------------------------------------------- | ---------- |
| 2005 | Miroslav Duch, AKLVK Alpine Pro                                                           |                       | Roman Glajcar, SK Skialp Beskydy                                                           |                       | Marcel Svoboda, SK Skialp Beskydy            |            |
| 2006 | Miroslav Duch                                                                             |                       |                                                                                            |                       |                                              |            |
| 2007 | Milan Madaj 2. Miroslav Duch                                                              |                       |                                                                                            |                       |                                              |            |
| 2008 | Michal Štantejský                                                                         |                       |                                                                                            |                       |                                              |            |
| 2009 | Michal Štantejský                                                                         |                       |                                                                                            |                       |                                              |            |
| 2010 | Michal Štantejský, SAC Špindlerův Mlýn                                                    | 1:49:35,1             | Radoslav Groh, AKLVK Alpine Pro Skitrab team                                               | 1:52:25,3             | Miroslav Duch, AKLVK Alpine Pro Skitrab team | 1:55:58,0  |
| 2011 | Radoslav Groh, AKLVK Alpine Pro Skitrab team                                              | 1:48:29:7             | Michal Štantejský, SAC Špindlerův Mlýn                                                     | 1:49:14:9             | Miroslav Duch, AKLVK Alpine Pro Skitrab team | 1:53:56:2  |
| 2012 | Michal Štantejský, SAC Špindlerův Mlýn                                                    |                       | Radoslav Groh                                                                              |                       | Ondřej Fejfar                                |            |
| 2013 | Michal Štantejský, SAC Špindlerův Mlýn                                                    | 01:45:13.7            | Radoslav Groh, AKLVK Alpine Pro Skitrab team                                               | 01:49:39.9            | Josef Hepnar, Skialpin klub HS Orlické Hory  | 01:51:00.5 |
| 2014 |                                                                                           |                       |                                                                                            |                       |                                              |            |
| 2015 | Michal Štantejský, SAC Špindlerův Mlýn                                                    | 01:42:20,0            | Radoslav Groh, LUSTi Skialp Team                                                           | 01:47:01,5            | Jan Hepnar, Skialpin klub HS Orlické hory    | 01:50:26,3 |
| 2016 | Michal Štantejský, SAC Špindlerův Mlýn                                                    | 01:47:53.1            | Jakub Šiarnik 3. Radoslav Groh                                                             | 01:50:25.7 01:52:34.8 | 4. Jan Hepnar                                | 01:54:36.2 |
| 2017 | Jakub Šiarnik , SCARPA SK Ziarska dolina 3. Tomáš Lichý,Dynafit shop Beskydy/TJ TŽ Třinec | 01:24:18.8 01:26:35.4 | Matůš Danko ,Skialp Bobrovec Ski Trab team 4. Dominik Sádlo, AKLVK Alpine Pro Skitrab team | 01:24:25.2 01:27:56.9 | 5. Michal Štantejský, SAC Špindlerův Mlýn    | 01:29:58.8 |

## Ženy
| Rok  | Zlato                                           | Zlato      | Stříbro                                         | Stříbro    | Bronz                                            | Bronz      |
| Rok  | jméno a klub                                    | čas        | jméno a klub                                    | čas        | jméno a klub                                     | čas        |
| ---- | ----------------------------------------------- | ---------- | ----------------------------------------------- | ---------- | ------------------------------------------------ | ---------- |
| 2005 | Lucie Oršulová, Ski Alp Club Špindlerův Mlýn    |            | Kamila Bulířová, Direct Alpine Team             |            | Alice Korbová, Přírodní vědy UK Praha            |            |
| 2006 | Alice Korbová                                   |            |                                                 |            | Petra Bánská                                     |            |
| 2007 | Lenka Lackovičová 2. Alice Korbová              |            |                                                 |            |                                                  |            |
| 2008 | Petra Bánská SAC ŠPINDLERŮV MLÝN\|              |            |                                                 |            |                                                  |            |
| 2009 | Petra Bánská SAC ŠPINDLERŮV MLÝN\|              |            |                                                 |            |                                                  |            |
| 2010 | Dita Formánková, AKLVK Alpine Pro Skitrab team  | 2:27:59,4  | Michaela Mannová, AKLVK Alpine Pro Skitrab team | 2:30:26,1  | Klára Kočarová Pechová, HO SSK Vítkovice         | 2:39:46,9  |
| 2011 | Karolína Grohová, AKLVK Alpine Pro Skitrab team | 2:24:38:0  | Dita Formánková, AKLVK Alpine Pro Skitrab team  | 2:31:32:9  | Jana Nekvindová, AKLVK Alpine Pro Skitrab team   | 2:48:01:9  |
| 2012 | Karolína Grohová, AKLVK Alpine Pro Skitrab team |            | Dita Formánková, AKLVK Alpine Pro Skitrab team  |            | Adéla Romaniaková, AKLVK Alpine Pro Skitrab team |            |
| 2013 | Karolína Grohová, AKLVK Alpine Pro Skitrab team | 02:17:19.2 | Petra Volfová, AKLVK Alpine Pro Skitrab team    | 02:22:30.0 | Michaela Mannová, AKLVK Alpine Pro Skitrab team  | 02:25:27.9 |
| 2014 |                                                 |            |                                                 |            |                                                  |            |
| 2015 | Karolína Grohová, AKLVK Alpine Pro Skitrab team | 02:07:15,2 | Petra Volfová, AKLVK Alpine Pro Skitrab team    | 02:19:53,9 | Lucie Luštincová, LUSTi Skialp Team              | 02:20:38,6 |
| 2016 | Lucie Luštincová                                | 01:46:10.9 | Anna Straková                                   | 01:50:29.9 | Petra Volfová                                    | 01:51:20.7 |
| 2017 | Iwonka Januszyk 2. Karolína Grohová             |            | Lucie Luštincová                                |            |                                                  |            |

## Veteráni
| Rok  | Zlato                                           | Zlato      | Stříbro                                     | Stříbro    | Bronz                                     | Bronz      |
| Rok  | jméno a klub                                    | čas        | jméno a klub                                | čas        | jméno a klub                              | čas        |
| ---- | ----------------------------------------------- | ---------- | ------------------------------------------- | ---------- | ----------------------------------------- | ---------- |
| 2005 | Milan Švec, Ski Alp Club Špindlerův Mlýn        |            | Jiří Špaček, Skialpin klub HS Orlické hory  |            | Jan Fajt, Skialpin klub HS Orlické hory   |            |
| 2006 |                                                 |            |                                             |            |                                           |            |
| 2007 | Josef Hepnar                                    |            |                                             |            |                                           |            |
| 2008 |                                                 |            |                                             |            |                                           |            |
| 2009 |                                                 |            |                                             |            |                                           |            |
| 2010 |                                                 |            |                                             |            |                                           |            |
| 2011 | Roman Kuczynski, TJ TŽ Třinec                   | 1:56:04:5  | Josef Hepnar, Skialpin klub HS Orlické Hory | 2:02:53:1  | Petr Novák, Skialpin klub HS Orlické Hory | 2:03:35:3  |
| 2012 | Petr Novák                                      |            | Roman Kuczynski                             |            | Josef Hepnar                              |            |
| 2013 | Roman Kuczynski, TJ Tž Třinec                   | 02:00:16.5 | Zdeněk Kříž, SAC Špindlerův Mlýn            | 02:02:49.9 | Libor Dvořáček, DB Labroxer               | 02:07:10.3 |
| 2014 |                                                 |            | Zdeněk Kříž                                 |            |                                           |            |
| 2015 | Jan Pochobradský, Skialpin klub HS Orlické hory | 01:51:58,2 | Petr Novák, Skialpin klub HS Orlické hory   | 01:52:46,7 | Zdeněk Kříž, SAC Špindlerův Mlýn          | 01:58:05,3 |
| 2016 | Petr Novák                                      | 02:01:27.6 | Zdeněk Kříž                                 | 02:02:46.5 | Josef Hepnar                              | 02:18:20.9 |
| 2017 |                                                 |            |                                             |            |                                           |            |

## Veteránky
| Rok  | Zlato        | Zlato | Stříbro      | Stříbro | Bronz        | Bronz |
| Rok  | jméno a klub | čas   | jméno a klub | čas     | jméno a klub | čas   |
| ---- | ------------ | ----- | ------------ | ------- | ------------ | ----- |
| 2005 |              |       |              |         |              |       |
| 2006 |              |       |              |         |              |       |
| 2007 |              |       |              |         |              |       |
| 2008 |              |       |              |         |              |       |
| 2009 |              |       |              |         |              |       |
| 2010 |              |       |              |         |              |       |
| 2011 |              |       |              |         |              |       |
| 2012 |              |       |              |         |              |       |
| 2013 | —            | —     | —            | —       | —            | —     |
| 2014 |              |       |              |         |              |       |
| 2015 |              |       |              |         |              |       |
| 2016 | —            | —     | —            | —       | —            | —     |
| 2017 |              |       |              |         |              |       |

## Junioři
| Rok  | Zlato                                        | Zlato      | Stříbro                                                                                   | Stříbro               | Bronz                             | Bronz      |
| Rok  | jméno a klub                                 | čas        | jméno a klub                                                                              | čas                   | jméno a klub                      | čas        |
| ---- | -------------------------------------------- | ---------- | ----------------------------------------------------------------------------------------- | --------------------- | --------------------------------- | ---------- |
| 2005 |                                              |            |                                                                                           |                       |                                   |            |
| 2006 |                                              |            |                                                                                           |                       |                                   |            |
| 2007 | Jan Hepnar                                   |            |                                                                                           |                       |                                   |            |
| 2008 |                                              |            |                                                                                           |                       |                                   |            |
| 2009 |                                              |            |                                                                                           |                       |                                   |            |
| 2010 |                                              |            |                                                                                           |                       |                                   |            |
| 2011 | Petr Adámek, AKLVK Alpine Pro Skitrab team   | 1:22:11:6  |                                                                                           |                       |                                   |            |
| 2012 | Tomáš Lichý                                  |            |                                                                                           |                       |                                   |            |
| 2013 | Dominik Sádlo, AKLVK Alpine Pro Skitrab team | 01:16:38.0 | Petr Adámek, AKLVK Alpine Pro Skitrab team                                                | 01:25:18.8            | Matěj Bernát, SP SPORT Team       | 01:26:41.5 |
| 2014 |                                              |            |                                                                                           |                       |                                   |            |
| 2015 | Matěj Bernát, SP - SPORT team                | 02:04:39,4 | Jakub Fejfar, AKLVK Alpine Pro Ski Trab Team                                              | 2:19:26,3             | —                                 | —          |
| 2016 | David Novák                                  | 01:24:25.2 | Jakub Fejfar                                                                              | 02:29:20.7            |                                   |            |
| 2017 | David Novák, Scarpa Skialpin klub HS Orlick  | 01:03:06.8 | Krzysztof Wojciechowski , TKN Tatra Team - Zakopane 4. Jan Cienciala, Skialp TJ TŽ Třinec | 01:12:15.8 01:24:35.8 | Matěj Šiarnik , SK Ziarská dolina | 01:13:51.4 |

## Juniorky
| Rok  | Zlato                                           | Zlato      | Stříbro                          | Stříbro    | Bronz        | Bronz |
| Rok  | jméno a klub                                    | čas        | jméno a klub                     | čas        | jméno a klub | čas   |
| ---- | ----------------------------------------------- | ---------- | -------------------------------- | ---------- | ------------ | ----- |
| 2005 |                                                 |            |                                  |            |              |       |
| 2006 |                                                 |            |                                  |            |              |       |
| 2007 |                                                 |            |                                  |            |              |       |
| 2008 |                                                 |            |                                  |            |              |       |
| 2009 |                                                 |            |                                  |            |              |       |
| 2010 |                                                 |            |                                  |            |              |       |
| 2011 | Petra Volfová, AKLVK Alpine Pro Skitrab team    | 1:44:25:3  |                                  |            |              |       |
| 2012 | Petra Volfová, AKLVK Alpine Pro Skitrab team    |            |                                  |            |              |       |
| 2013 | Lucie Luštincová, AKLVK Alpine Pro Skitrab team | 01:46:23.7 | —                                | —          | —            | —     |
| 2014 |                                                 |            |                                  |            |              |       |
| 2015 | Lenka Hanyšová, AKLVK Alpine Pro Ski Trab Team  | 01:51:04,2 | —                                | —          | —            | —     |
| 2016 | Terezie Skřídlovská                             | 02:02:57.6 | —                                | —          | —            | —     |
| 2017 | Barbora Hejtmánková, Hudy/LaSportiva            | 01:07:27.5 | Terezie Skřídlovská, Loko Beroun | 01:32:21.7 | —            | —     |

## Kadeti
| Rok  | Zlato                                        | Zlato      | Stříbro                               | Stříbro    | Bronz                                      | Bronz      |
| Rok  | jméno a klub                                 | čas        | jméno a klub                          | čas        | jméno a klub                               | čas        |
| ---- | -------------------------------------------- | ---------- | ------------------------------------- | ---------- | ------------------------------------------ | ---------- |
| 2005 | Sebastián Kantor, SK Skialp Beskydy          |            | Roman Jadamus, SK Skialp Beskydy      |            | Jan Hepnar, Skialpin klub HS Orlické hory  |            |
| 2006 |                                              |            |                                       |            |                                            |            |
| 2007 |                                              |            |                                       |            |                                            |            |
| 2008 |                                              |            |                                       |            |                                            |            |
| 2009 |                                              |            |                                       |            |                                            |            |
| 2010 |                                              |            |                                       |            |                                            |            |
| 2011 | Dominik Sádlo, AKLVK Alpine Pro Skitrab team | 1:24:55:1  |                                       |            |                                            |            |
| 2012 | Jakub Fejfar                                 |            |                                       |            |                                            |            |
| 2013 | David Novák, Skialpin klub HS Orlické hory   | 01:37:38.7 | —                                     | —          | —                                          | —          |
| 2014 |                                              |            |                                       |            |                                            |            |
| 2015 | David Novák, Skialpin klub HS Orlické hory   | 01:12:20,6 | Jan Cienciala, Skiap TJ TŽ Třinec     | 01:13:07,0 | Josef Hladík AKLVK Alpine Pro Skitrab Team | 01:45:41,0 |
| 2016 | Jakub Švec, SAC Špindlerův Mlýn              | 01:00:35.6 | Stanislav Heczko, SAC Špindlerův Mlýn | 01:05:25.7 | Tomáš Dybal                                | 01:15:55.1 |
| 2017 |                                              |            |                                       |            |                                            |            |

## Kadetky
| Rok  | Zlato                                        | Zlato      | Stříbro             | Stříbro | Bronz        | Bronz |
| Rok  | jméno a klub                                 | čas        | jméno a klub        | čas     | jméno a klub | čas   |
| ---- | -------------------------------------------- | ---------- | ------------------- | ------- | ------------ | ----- |
| 2005 |                                              |            |                     |         |              |       |
| 2006 |                                              |            |                     |         |              |       |
| 2007 |                                              |            |                     |         |              |       |
| 2008 |                                              |            |                     |         |              |       |
| 2009 |                                              |            |                     |         |              |       |
| 2010 |                                              |            |                     |         |              |       |
| 2011 | Pavla Kinclová, SK Bubákov                   | 2:37:53:0  | Lenka Hanyšová      |         |              |       |
| 2012 | Lenka Hanyšová                               |            |                     |         |              |       |
| 2013 | Lenka Hanyšová AKLVK Alpine Pro Skitrab team | 02:03:33.5 | —                   | —       | —            | —     |
| 2014 |                                              |            |                     |         |              |       |
| 2015 | Kristýna Pleskačová, HO Pec pod Sněžkou      | 2:19:32,5  | Terezie Skřídlovská | vzdala  |              |       |
| 2016 | —                                            | —          | —                   | —       | —            | —     |
| 2017 |                                              |            |                     |         |              |       |